# Richard Johnson (acteur)
Richard Johnson (Upminster, 30 juli 1927 – Londen, 5 juni 2015) was een Brits acteur.

## Biografie
Johnson begon zijn acteercarrière in 1959 in de film Never So Few met Frank Sinatra en Gina Lollobrigida in de hoofdrol. In de volgende jaren kreeg hij mooie rollen aangeboden zoals in The Haunting (1963) en in Khartoum naast Charlton Heston en Laurence Olivier en een hoofdrol in Deadlier Than the Male in 1967. Naast actiefilms trad hij ook vaak op in horrorfilms zoals in Zombi 2 uit 1979. In zijn latere carrière speelde hij nog in Lara Croft: Tomb Raider (2001) en The Boy in the Striped Pyjamas (2008).
Hij speelde een gastrol in onder meer Waking the Dead en Midsomer Murders.
Johnson was viermaal gehuwd. Kim Novak was zijn tweede echtgenote. Hij overleed medio 2015 op 87-jarige leeftijd.
- Bibsys: 7040873
- Biblioteca Nacional de España: XX1460737
- Bibliothèque nationale de France: cb139666861 (data)
- Gemeinsame Normdatei: 132414864
- International Standard Name Identifier: 0000 0001 2145 515X
- Library of Congress Control Number: n86143620
- MusicBrainz: 355a84ec-723e-43a7-9a85-800a70add118
- Nationale Bibliotheek van Tsjechië: xx0156389
- Nationale Bibliotheek van Israël: 987007316918505171
- Nationale Bibliotheek van Polen: a0000001753781
- Nederlandse Thesaurus van Auteursnamen: 071945288
- Istituto Centrale per il Catalogo Unico: LO1V319023
- SNAC: w60d92qm
- Système universitaire de documentation: 13451419X
- Virtual International Authority File: 100919360
- WorldCat: E39PBJbWBfmYFKYP83Twk7kkXd